# 3-тя панцергренадерська дивізія (Третій Рейх)
3-тя панцергренадерська дивізія (Третій Рейх) (нім. 3. Panzer-Grenadier-Division) — панцергренадерська дивізія Вермахту за часів Другої світової війни.

## Історія
3-тя панцергренадерська дивізія сформована 23 червня 1943 шляхом переформування 3-ї моторизованої дивізії.

## Райони бойових дій
- Франція (березень — червень 1943);
- Італія (червень 1943 — серпень 1944);
- Франція (серпень — листопад 1944);
- Західна Німеччина (листопад — грудень 1944);
- Арденни, Рурський регіон (грудень 1944 — квітень 1945).

## Командування

### Командири
- генерал-лейтенант Фріц Губерт Грезер (нім. Fritz-Hubert Gräser) (1 березня 1943 — 1 червня 1944);
- генерал-лейтенант Ганс-Гюнтер фон Рост (нім. Hans-Günther von Rost) (1 — 25 червня 1944);
- генерал-майор Ганс Геккер (нім. Hans Hecker) (25 червня — 3 жовтня 1944);
- генерал-майор Курт Куно (нім. Kurt Cuno) (жовтень 1944);
- оберст Емануель фон Кіліані (нім. Emanuel von Kiliani) (жовтень 1944);
- генерал-лейтенант Вальтер Денкерт (нім. Walter Denkert) (жовтень 1944 — 27 квітня 1945).

## Нагороджені дивізії
Нагороджені дивізії
Нагороджені Сертифікатом Пошани Головнокомандувача Сухопутних військ для військових формувань Вермахту за збитий літак противника
- 16 травня 1942 — 2-га батарея 3-го моторизованого артилерійського полку за дії 31 жовтня 1941 (60).

|  | Кавалери Золотого Німецького Хреста                                                                        | 126 |
|  | Кавалери Срібного Німецького Хреста                                                                        | 4 |
|  | Кавалери Лицарського хреста Залізного хреста з Дубовим листям                                              | 3 (№ 161 генерал-майор Гельмут Шлемер — 23.12.1942 № 517 генерал-лейтенант Фріц Губерт Грезер — 26.06.1944 № 590 майор Рудольф Ген — 21.09.1944) |
|  | Кавалери Лицарського хреста Залізного хреста                                                               | 31 |
|  | Кавалери Почесної відзнаки Сухопутних військ «Почесна застібка на орденську стрічку для Сухопутних військ» | 28 |
|  | Кавалери Лицарського хреста Залізного хреста, удостоєних Хреста Воєнних Заслуг з мечами                    | 1 |

- Нагороджені Сертифікатом Пошани Головнокомандувача Сухопутних військ (7)
- Нагороджені Сертифікатом Пошани Головнокомандувача Сухопутних військ за збитий літак противника (2)